# Țarev Dol, Silistra
Țarev Dol (în bulgară Царев Дол, în română Vischioi) este un sat în comuna Tutrakan, regiunea Silistra, Dobrogea de Sud, Bulgaria. 
Între anii 1913-1940 a făcut parte din plasa Turtucaia a județului Durostor, România. Lângă localitate a mai existat o așezare (azi dispărută) numită Ceauș-Mahle în timpul administrației românești și Sofiytsi în bulgară.  

## Demografie
Componența etnică a satului Țarev Dol
     Bulgari (96%)
     Nicio identificare (4%)
     Altele (0%)
La recensământul din 2011, populația satului Țarev Dol era de 50 locuitori. Din punct de vedere etnic, majoritatea locuitorilor (96%) erau bulgari. Pentru 4% din locuitori nu este cunoscută apartenența etnică.